# Хусейни
Хусайни (Хусейни) (араб. الحسينيي‎) — влиятельная иерусалимская семья, которая конкурировала с семьёй Нашашиби.
Многие её члены заняли руководящие посты в городе.

## Известные представители
- Мохаммед Тахир аль-Хусейни[англ.] (1842–1908)
- Селим аль-Хусейни (?—1908)
- Хусейн аль-Хусейни (?—1918) — сын Селима аль-Хусейни.
- Муса аль-Хусейни (1850—1935) — сын Селима аль-Хусейни.
- Камил аль-Хусейни[англ.] (1867–1921) — сын Мохаммеда Тахира аль-Хусейни.
- Хадж-Амин аль-Хусейни (1895—1974) — муфтий Иерусалима, сын Мохаммеда Тахира аль-Хусейни.
- Джамал аль-Хусейни (1893—1982) — племянник Хадж-Амина аль-Хусейни.
- Абд аль-Кадир аль-Хусейни (1907—1948) — командующий Армии Священной войны, сын Мусы аль-Хусейни, племянник Хадж-Амина аль-Хусейни.
- Фейсал аль-Хусейни (1940–2001) — палестинский политик, сын Абд-аль-Кадира аль-Хусейни, внучатый племянник Хадж-Амина аль-Хусейни.